# 9M119 Svir
9M119 Svir i 9M119M Refleks (NATO naziv: AT-11 Sniper) sovjetska su protuoklopne raketa s laserskim navođenjem. Lansira se iz glatkih cijevi tenkova kalibra 125 mm. Svir koriste tenkovi T-72, dok Refleks ruski modeli tenkova T-90, i neke verzije T-80, a može biti lansirano i iz protutenkovskih topova toga kalibra s glatkom cijevi poput (2A45 Sprut-A, 2A45M Sprut-B i 2S25 Sprut-SD). 
Oružje je dobilo naziv po rijeci Svir, i po refleksu.

## Vanjske poveznice
|  | Zajednički poslužitelj ima još gradiva o temi 9M119 Svir |